# Мереологічний нігілізм
Мереологічний нігілізм — філософська позиція, за якою об'єкти, які складаються з частин, не існують. Існують лише елементарні об'єкти, що не мають складових частин.
Наприклад, ліс не існує як окремий об'єкт, це лише велика кількість дерев в обмеженому просторі. Поняття ж «лісу» люди створили для полегшення мислення та спілкування. Ми не можемо сприймати вирубку окремих (кожне з дерев індивідуально) 173 тис. дерев із 346 тис., що знаходяться поруч, а вирубку 50 % лісу — можемо.
Приклади:
- не існує суспільство — це група окремих людей;
- не існує людина — це набір з органів, які у свою чергу складаються з тканин;
- можна говорити про існування електронів, оскільки вони не мають складових частин (принаймні, невідомі).